# Laspeyria signata
Laspeyria signata är en fjärilsart som beskrevs av Barend J. Lempke 1949. Laspeyria signata ingår i släktet Laspeyria och familjen nattflyn. Inga underarter finns listade i Catalogue of Life.